# Luozi
Luozi ou Lwozi, est une localité, chef-lieu du territoire éponyme de la province du Kongo Central en République démocratique du Congo.

## Géographie
La cité est située sur la rive droite du fleuve Congo, et sur la route nationale RN 12, à  265 km au nord-ouest du chef-lieu de la province Matadi.

## Histoire
Le poste de Luozi est fondé en 1885, par les autorités belges au confluent de la rivière Luozi et du fleuve Congo. La localité est érigée en chef-lieu du territoire de Manyanga en 1933.

## Société
La ville est dotée d'un hôpital depuis 1949. HGR hôpital général de référence (C.E.C)
Une zone de santé
Centre de santé de référence (catholique)
Et des dispensaires.
dans la cité 

## Éducation
- Université libre de Luozi, institution privée agréée en 1997[3].
- Institut supérieur pédagogique (ISP/LUOZI)  institution public agréée
- Institut supérieur de développement rural (ISDR/LUOZI)  institution public agréée

## Économie
- Centre de recherche pharmaceutique de Luozi, fondé en 1980.